# TIGHAR
TIGHAR est l'acronyme anglais de The International Group for Historic Aircraft Recovery (TIGHAR), une organisation des USA à but non lucratif située dans le Delaware.  Elle a été fondée par Richard Gillespie en 1985.
Cette organisation fait de la recherche en archéologie aérienne et mène actuellement plusieurs projets décrits ci-après.

## Projets

### Amelia Earhart
TIGHAR est impliqué depuis longtemps avec la recherche d'Amelia Earhart, et défend la théorie selon laquelle Earhart a atterri avec succès sur l'île Gardner connue de nos jours comme atoll Nikumaroro,,
En 2012, TIGHAR était en recherche d'indices dans les Îles des Kiribati en utilisant un sonar avec l'aide du département d'État des États-Unis et l'explorateur sous-marin Robert Ballard

## Sources
- (en) Cet article est partiellement ou en totalité issu de l’article de Wikipédia en anglais intitulé « TIGHAR » (voir la liste des auteurs).